# Braunsteffer
Braunsteffer är en sjö i Antarktis. Den ligger i Östantarktis. Australien gör anspråk på området. Braunsteffer ligger 34 meter över havet.